# Svazek obcí kanalizace a vodovody Křivoklátské
Svazek obcí kanalizace a vodovody Křivoklátské je dobrovolný svazek obcí dle zákona v okresu Rakovník, jeho sídlem je Rakovník a jeho cílem je celkový rozvoj regionu a výstavba kanalizace. Sdružuje celkem 14 obcí a byl založen v roce 2006.

## Obce sdružené v mikroregionu
- Branov
- Karlova Ves
- Křivoklát
- Městečko
- Nezabudice
- Nové Strašecí
- Pustověty
- Račice
- Roztoky
- Ruda
- Velká Buková
- Zbečno
- Krušovice
- Nový Dům